# Lac de Toktogoul
Le lac de Toktogoul est un lac artificiel du Kirghizistan.

## Géographie
Rempli dans les années 1970 à l'époque de l'Union soviétique grâce à la construction du barrage du même nom, et du barrage de Kourpsaï. Il se trouve dans la province de Djalalabad qui limite le nord-est de la vallée de Ferghana en contrebas des monts Ferghana.
Le 22 juillet 2010, le volume d'eau était de 18 milliards 207 millions de mètres cubes. Le lac comprend deux centrales hydroélectriques, celle du barrage de Toktogoul (1200 MW) à l'est et celle du barrage de Kourpsaï (800 MW) au sud.
La construction a duré dix ans et a été achevé à la mi-1970. Le remplissage a commencé en 1973.

## Relation avec les pays voisins

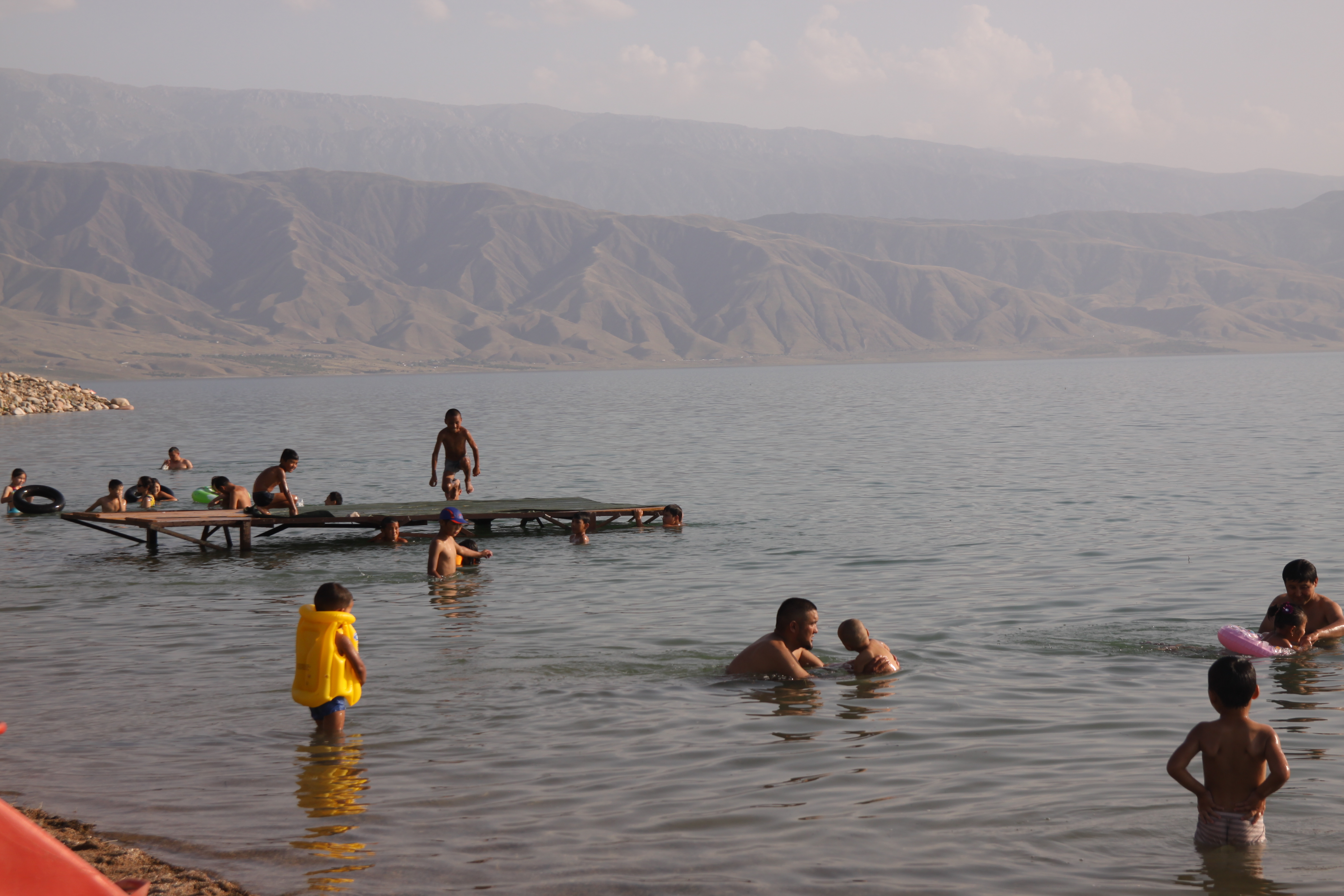
Plage de Toktogul, sur le lac de retenue.

La autorités de Bichkek (capitale du Kirghizistan) font régulièrement l'objet de plaintes de la part des pays voisins en aval du Naryn qui dépendent de ses eaux pour l'irrigation et l'électricité. En effet l'Ouzbékistan et le Kazakhstan estiment qu'il n'y pas assez d'eau l'été et trop d'eau en hiver provoquant des inondations[réf. nécessaire].